# 황숙주
황숙주(黃淑周, 1947년 9월 20일 ~ )는 대한민국의 정치인이다. 제47·48·49대 전라북도 순창군수이다. 본관은 장수고, 전라북도 순창군 출신이다.

## 학력
- 동계초등학교 졸업
- 전주사범대학교 병설중학교 졸업
- 전주고등학교 졸업
- 전북대학교 경영학과 학사 졸업
- 연세대학교 행정대학원 석사

## 경력
- 제22회 행정고시 합격
- 감사원 1급 국장
- 한국과학기술원 상임감사
- 2011.10 ~ 2022.06: 제47·48·49대 민선 5·6·7기 전라북도 순창군수
- 전국시장군수구청장협의회 감사 및 전라북도시장군수협의회 회장
- 2018.09 ~ 2022.01: 전국시장·군수·구청장협의회 부회장 겸 지역공동회장 겸 전북 협의회장

## 역대 선거 결과
|  | 50.27% |

|  | 66.15% |

|  | 51.08% |